# Enki Catena
Enki Catena (Enki od asirsko-babilonskog glavnog vodenog boga Apsua, i catena od latinskog "lanac") je lanac kratera na Ganimedu dug 161.3 km.
Ovaj lanac od 13 kratera vjerojatno je stvoren udarom kometa kojeg je Jupiterova gravitacija razvukla na komade dok je prolazio preblizu planeta. Ubrzo nakon ovog raspada, 13 fragmenata srušilo se na Ganimed u brzom slijedu. Enkijevi krateri nastali su preko oštre granice između područja svijetlog terena i tamnog terena, omeđenih tankim jarkom koje se proteže dijagonalno preko središta ove slike. Izbačene naslage koje okružuju kratere izgledaju vrlo svijetle na svijetlom terenu. Iako su svi krateri nastali gotovo istodobno, teško je razaznati bilo kakve naslage izbačenog materijala na mračnom terenu. To može biti zato što su udarci iskopali i umiješali tamni materijal u izbačeni materijal, a nastala mješavina nije vidljiva na tamnoj pozadini.